# Jul. Chr. Gerson
Julius Christian Gerson (født Joseph Hartvig Gerson 15. november 1811, død 28. februar 1894) var en dansk forfatter.
Gerson blev født i København i 1811. Han gik på von Westens Institut, og dumpede senere til universitetets optagelsesprøve (Artium) og blev i stedet skuespiller. Gerson mødte i Skive Jakob Himmerig Bjørn som han boede hos som huslærer på Grinderslev Kloster i tre år. Her blev Gerson påvirket af kristendommen, og han blev i 1832 døbt af Jens Møller og tog døbenavnet Julius Christian Gerson.
Efterfølgende rejste Gerson tilbage til København. Han havde forskellige jobs med undervisning og startede en litterær karriere. Han arbejdede også på aviser og i perioder som huslærer på Livø og Læsø. Gerson var redaktør på Fyens Stiftstidende 1854-61.
Han døde i 1894 i en alder 82 år på Frederiksberg og er begravet i Holmens Kirkegård i København.

## Forfattervirksomhed
Gerson skrev digte, eventyr, noveller, skuespil og børnebøger. Han debuterede i 1832 med digtsamlingen Julegave for den fromme ungdom. Skuespillet Intrigen i Præstegaarden blev opført 5. gange på Det Kongelige Teater i sæson nr. 100 (1847-48). Hans eventyr er inspireret af H.C. Andersen. Bedst kendt i eftertiden af hans værker er sangen En lille Nisse rejste som udkom i digtsamlingen Digte for Børn i 1844.
Gerson udgav blade for børn: Maanedskrift for Børn (udgivet samme med H.V. Kaalund 1845-47), Den nye Børneven (1848-50) og Skolen og Hjemmet (1851-52).
Gerson udgav under navnet Jul. Chr. Gerson. Han har også brugt pseudonymerne Christian Alfred, En Ung Hustru, Julius og Chr. Julius.

## Hæder
Gerson fik 200 rigsdaler i understøttelse bevilget på Finansloven i 1853, og samme beløb næsten årligt fra 1871 til sin død. Han blev udnævnt til titulær professor i 1891.